# Релігійна громада
Релігійна громада — релігієзнавче та юридичне поняття, що означає громаду (спільноту), групу людей, які сповідують чи практикують однакову релігію.
У ширшому сенсі може описувати членів однієї релігії, які живуть поруч або змішалися з представниками інших релігій, часто змішуючись у повсякденному житті, але поклоняючись окремо. Можна говорити, наприклад, про «греко-католицьку громаду Львова» або «єврейську громаду Франції».
Релігійну громаду може бути визначено неофіційно: люди, які практикують, наприклад, католицизм, вважають себе членами католицької громади свого регіону. В інших випадках відмінність має формальніший характер. Наприклад, для того, щоб бути частиною громади баптистської церкви, треба бути прийнятим у її члени. А в Ізраїлі лише люди з однієї офіційно визнаної релігійної громади можуть одружуватися одне з одним (див. Шлюб в Ізраїлі).
У вужчому сенсі релігійна громада — це група людей, що живуть разом безпосередньо для релігійних цілей, наприклад монастир.

## Закон України
Згідно з ІІ розділом закону Про свободу совісті та релігійні організації Стаття 8 «Релігійна громада є місцевою релігійною організацією віруючих громадян одного й того самого культу, віросповідання, напряму, течії або толку, які добровільно об'єдналися з метою спільного задоволення релігійних потреб.
Членство в релігійній громаді ґрунтується на принципах вільного волевиявлення, а також на вимогах статуту (положення) релігійної громади. Релігійна громада на власний розсуд приймає нових та виключає існуючих членів громади у порядку, встановленому її статутом (положенням).
Держава визнає право релігійної громади на її підлеглість у канонічних та організаційних питаннях будь-яким діючим в Україні та за її межами релігійним центрам (управлінням) і вільну зміну цієї підлеглості шляхом внесення відповідних змін до статуту (положення) релігійної громади. Рішення про зміну підлеглості та внесення відповідних змін або доповнень до статуту ухвалюється загальними зборами релігійної громади. Такі загальні збори релігійної громади можуть скликатися її членами.
Рішення про зміну підлеглості та внесення відповідних змін або доповнень до статуту ухвалюється не менш як двома третинами від кількості членів релігійної громади, необхідної для визнання повноважними загальних зборів релігійної громади відповідно до статуту (положення) релігійної громади.
Рішення про зміну підлеглості та внесення відповідних змін або доповнень до статуту засвідчується підписами членів відповідної релігійної громади, які підтримали таке рішення.
Рішення про зміну підлеглості та внесення відповідних змін або доповнень до статуту підлягає реєстрації в порядку, встановленому законом (стаття 14)
Зміна підлеглості релігійної громади не впливає на зміст права власності та інших речових прав такої релігійної громади, крім випадку, встановленого статтею 18.
Частина громади, не згідна з рішенням про зміну підлеглості, має право утворити нову релігійну громаду і укласти договір про порядок користування культовою будівлею і майном з їхнім власником (користувачем). Повідомлення державних органів про утворення релігійної громади не є обов'язковим. {Стаття 8 в редакції Закону № 2673-VIII від 17.01.2019}»